# Дачіан Варга
Дачіан Варга (рум. Dacian Varga, нар. 15 жовтня 1984, Петрошань) — румунський футболіст, півзахисник клубу «Петролул».
Виступав, зокрема, за клуби «Спортул» та «Рапід» (Бухарест), а також національну збірну Румунії.

## Клубна кар'єра
Народився 15 жовтня 1984 року в місті Петрошань. Вихованець юнацьких команд футбольних клубів «Динамо» (Бухарест) та «Спортул».
У дорослому футболі дебютував 2004 року виступами за команду клубу «Спортул», в якій провів чотири сезони, взявши участь у 120 матчах чемпіонату. Більшість часу, проведеного у складі «Спортула», був основним гравцем команди.
Протягом 2008—2009 років захищав кольори команди клубу «Уніря» (Урзічень).
Своєю грою за останню команду привернув увагу представників тренерського штабу клубу «Рапід» (Бухарест), до складу якого приєднався 2009 року. Відіграв за бухарестську команду наступний сезон своєї ігрової кар'єри.
Згодом з 2010 по 2015 рік грав у складі команд клубів «Спортул», «Кубань», «Васлуй», «Університатя» (Крайова) та «Тиргу-Муреш».
До складу клубу «Петролул» приєднався 2015 року. Відтоді встиг відіграти за команду з Плоєшті 17 матчів в національному чемпіонаті.

## Виступи за збірні
У 2006 році залучався до складу молодіжної збірної Румунії. На молодіжному рівні зіграв у 2 офіційних матчах.
У 2009 році дебютував в офіційних матчах у складі національної збірної Румунії. Наразі провів у формі головної команди країни 4 матчі.